# Marolles (Oise)
Marolles è un comune francese di 681 abitanti situato nel dipartimento dell'Oise della regione dell'Alta Francia.

## Società

### Evoluzione demografica
Abitanti censiti